# Leptogenys violacea
Leptogenys violacea é uma espécie de formiga do gênero Leptogenys, pertencente à subfamília Ponerinae.